# 1436년

## 연호
- 명(明) 정통(正統) 원년
- 일본(日本) 에이쿄(永享) 8년
- 후 레 왕조(後黎朝) 티에우빈(紹平) 3년

## 기년
- 명(明) 영종 정통제(英宗 正統帝) 원년
- 조선(朝鮮) 세종(世宗) 18년
- 후 레 왕조(後黎朝) 태종(太宗) 3년

## 사건
영광 선군 김언이 벼락맞아 죽다

## 탄생
광산김씨 양간공파 김극뉴(1436-1496): 조선 초기의 문신으로 사간원(司諫院)의 대사간(大司諫)을 역임하였다.